# Вирівська сільська рада (Сарненський район)
Вирі́вська сільська́ ра́да — колишній орган місцевого самоврядування в Сарненському районі Рівненської області. Адміністративний центр — село Вири.

## Загальні відомості
- Вирівська сільська рада утворена в 1939 році.
- Територія ради: 108,674 км²
- Населення ради: 3 373 особи (станом на 2001 рік)

## Населені пункти
Сільській раді були підпорядковані населені пункти:
- с. Вири
- с. Гранітне
- с. Олексіївка
- с. Федорівка

## Склад ради
Рада складалася з 20 депутатів та голови.
- Голова ради: Солтис Юрій Петрович
- Секретар ради: Ковальчук Анатолій Вікторович

### Керівний склад попередніх скликань
| Прізвище, ім'я, по батькові | Основні відомості                                                             | Дата обрання | Дата звільнення |
| --------------------------- | ----------------------------------------------------------------------------- | ------------ | --------------- |
| Солтис Юрій Петрович        | Сільський голова, 1961 року народження, освіта незакінчена вища, безпартійний | 26.03.2006   | 31.10.2010      |
| Солтис Юрій Петрович        | Сільський голова, 1961 року народження, освіта незакінчена вища, безпартійний | 31.10.2010   |                 |

Примітка: таблиця складена за даними сайту Верховної Ради України